# Decreto contra el comunismo

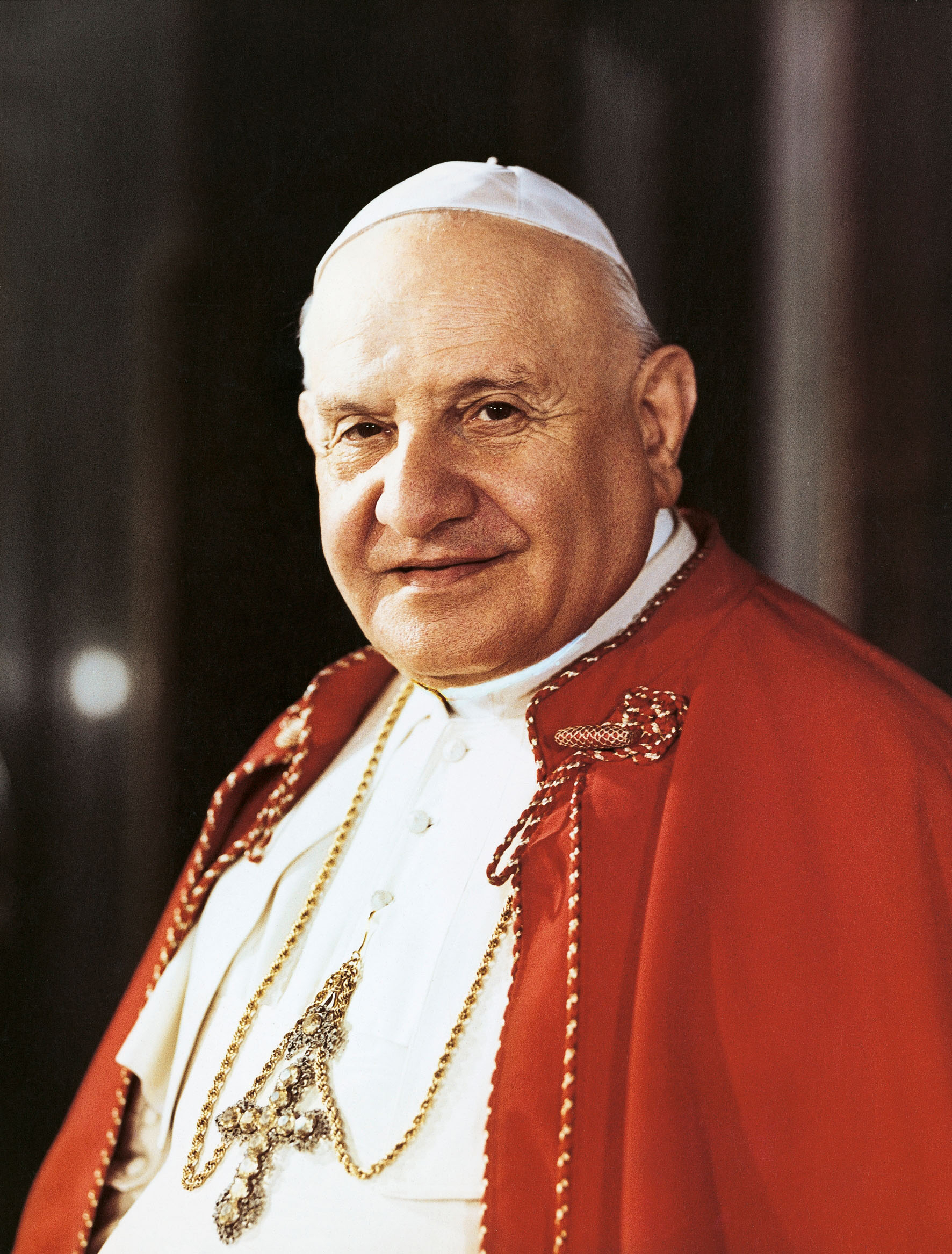
Papa Juan XXIII.

El Decreto contra el comunismo fue un documento de la Iglesia Católica de 1949 emitido por la Sagrada Congregación del Santo Oficio, y aprobado por el papa Pío XII, que declaraba excomulgados como apóstatas de la fe cristiana a los católicos que profesaban la doctrina comunista.
Otro dubium fechado en 1959 por el Santo Oficio y ratificado por el Papa Juan XXIII hizo más específicas las disposiciones del decreto de 1949, afirmando que implicaba una prohibición de votar por partidos que ayudaban a los comunistas.

## Contexto histórico
La oposición al socialismo y al comunismo en la enseñanza social católica ya se había expresado en las enseñanzas de los papas desde las encíclicas Nostis et nobiscum (1849), Quanta cura (1864) y Rerum novarum (1891). 
Después de que las revoluciones en Rusia, China y México fueron seguidas por la persecución religiosa, se agregó un nuevo tema de crítica, comenzando con Quadragesimo anno (1931) del Papa Pío XI . Esta encíclica objetaba lo que consideraba la oposición profesa del comunismo a la religión y su amenaza a la libertad y la existencia misma de la Iglesia. En 1937, Pío XI rechazó el comunismo ateo en una encíclica titulada Divini Redemptoris como «un sistema lleno de errores y sofismas», con un «pseudoideal de justicia, igualdad y fraternidad» y «un cierto falso misticismo», y lo contrastó con una sociedad humana (civitas humana).
Después de las elecciones parlamentarias de Italia en abril de 1948, en las que la coalición comunista-socialista obtuvo el 31% de los votos, el Santo Oficio comenzó a estudiar la cuestión del comunismo para orientar a los laicos y al clero católicos con preguntas relativas al apoyo hacia los partidos comunistas.
Un impulso adicional para la acción del Vaticano contra el comunismo surgió en Checoslovaquia, donde el gobierno comunista, instalado mediante un golpe de Estado en febrero de 1948, emprendió una campaña para tomar el control de la Iglesia católica por varios medios. Entre otras medidas, creó una organización de sacerdotes favorable al régimen, tomó el control de las finanzas de la iglesia y exigió que las cartas pastorales dirigidas a los fieles o al clero fueran aprobadas por los ministerios del gobierno.
El 15 de julio de 1948, L'Osservatore Romano publicó un decreto que excomulgaba a quienes propagaban «las enseñanzas materialistas y anticristianas del comunismo».  El documento, sin embargo, no menciona al Partido Comunista Italiano, que había modificado sus estatutos en 1946, eliminando una profesión explícita del marxismo-leninismo y abriéndose a la participación de los ciudadanos, «independientemente de su raza, fe religiosa o convicciones filosóficas».
En la primavera de 1949, la presión sobre la Iglesia en Checoslovaquia iba en aumento y, según el cardenal Giovanni Battista Montini, entonces secretario de Estado papal, el papa Pío XII, había llegado a sentir que no habría una oposición diplomática efectiva por parte de Occidente. Por lo tanto, la Iglesia tuvo que utilizar todos los medios que tenía para oponerse al comunismo, no sólo en la situación inmediata, sino para hacerlo a largo plazo.

## Decreto
El documento, publicado en el Acta Apostolicae Sedis, lleva la fecha del 1 de julio de 1949 y el título Decretum (Decreto), y se presenta en forma de dubium: es decir, en formato de preguntas y respuestas. Presentaba cuatro preguntas, junto con las respuestas del Santo Oficio: 
(1) ¿Es lícito unirse o mostrar favor a los partidos comunistas?
(2) ¿Es lícito publicar, distribuir o leer publicaciones que apoyen la doctrina o actividad comunista, o escribir para ellas?
(3) ¿Pueden recibir los sacramentos los cristianos que, a sabiendas y libremente cometen los actos de las partes 1 y 2?
(4) ¿Los cristianos que profesan, defienden o promueven la doctrina comunista materialista incurren en la pena de excomunión como apóstatas de la fe cristiana, con la pena reservada para que sólo pueda ser levantada por la Santa Sede?
Las respuestas del decreto fueron negativas a las tres primeras preguntas y afirmativas a la cuarta.
Otro dubium fechado el 4 de abril de 1959 por el Santo Oficio y ratificado por el Papa Juan XXIII hizo más específicas las disposiciones del decreto de 1949, afirmando que implicaba una prohibición de votar por partidos que ayudaban a los comunistas, incluso si dichos partidos tenían doctrinas inofensivas o inclusive si se autodenominaban cristianos.

## Publicación y recepción
Después de que Pío XII aprobara el documento el 30 de junio, el texto del documento fue entregado a la imprenta para preparar su publicación. Poco después, se filtró a la prensa, por lo que apareció en público temprano, sin previo aviso al clero y sin comentarios para explicar el documento.
El decreto fue publicado en el periódico vaticano L'Osservatore Romano el 16 de julio de 1949. Siguió un comentario el 27 de julio de 1949, explicando las razones de su condena de la actividad y la doctrina comunistas. También dejó claro el alcance de la excomunión establecida en el decreto: no se aplicaba a todas las personas que votaron por los comunistas o apoyaron al partido, sino sólo a las personas que sostenían las doctrinas materialistas y ateas del comunismo.
El decreto encontró apoyo público a pesar del desorden que rodeaba su publicación: de los países protestantes, hubo comentarios favorables que reconocieron el decreto como una respuesta a la presión comunista sobre la Iglesia en Europa del Este. Estados Unidos instó al patriarca de Constantinopla Atenágoras, que apoyó el decreto, a emitir un documento similar para el mundo ortodoxo oriental.
La respuesta de los periódicos procomunistas de Italia fue bastante crítica, pero la prensa soviética guardó silencio. El secretario general del Partido Comunista Italiano, Palmiro Togliatti, se mostró moderado en sus críticas, ya que muchos partidarios del partido eran católicos practicantes.

## Repercusiones
A raíz del decreto, el papa Pío XII alentó los esfuerzos para desarrollar la enseñanza social católica y así contrarrestar la doctrina social comunista. El decreto marcó el comienzo de un largo conflicto institucional entre catolicismo y comunismo. El Santo Oficio emitió documentos posteriores condenando el comunismo:
- Excomunión del obispo Dechet (18 de febrero de 1950).[10]
- Membresía en organizaciones juveniles comunistas (28 de septiembre de 1950).[11]
- Usurpación de funciones de la Iglesia por parte del Estado (29 de junio de 1950).[12]
- Ordenaciones de obispos ilegítimas por parte del Estado (9 de abril de 1951).[13]
- Publicaciones a favor del comunismo totalitario (28 de junio y 22 de julio de 1955).[14]

## Validez
Tras la abolición del Índice de libros prohibidos en 1966, la Congregación para la Doctrina de la Fe emitió un decreto derogando los cánones 1399, citado por el decreto en su respuesta a la segunda pregunta, y 2318 del entonces vigente Código de Derecho Canónico de 1917. Así, los libros dejaban de prohibirse por fuerza del derecho y se eliminaban las penas canónicas relativas a ellos, absolviendo a aquellos que hubieran incurrido en las mismas, aunque se recordaba que tanto el índice como los cánones conservaban su valor de ley moral. Este ha sido el único cambio respecto al decreto sin que se hayan producido ulteriores decisiones, de manera que el decreto debe considerarse vigente a pesar de algunas afirmaciones en contrario.